# Đức Hương
Đức Hương là một xã thuộc huyện Vũ Quang, tỉnh Hà Tĩnh, Việt Nam.
Xã Đức Hương có diện tích 18,39 km², dân số năm 1999 là 4.050 người, mật độ dân số đạt 220 người/km².